# Zeche Altendorfer Bank
Die Zeche Altendorfer Bank ist ein ehemaliges Steinkohlenbergwerk in Essen-Burgaltendorf. Das Bergwerk wurde auch Zeche Altendorfferbanck oder Zeche Altendorfferbank genannt. Das Bergwerk befand sich östlich von Haverkamp zwischen der Burgstraße und der Dumberg Straße. Das Bergwerk baute in einem Bereich der mittleren Fettkohlenschichten.

## Geschichte

### Die Anfänge
Das Bergwerk war bereits um das Jahr 1775 in Betrieb. Am 9. September des Jahres 1776 wurde die Mutung eingelegt. Als Muter traten Matthias Spenemann et Consorten auf. In den Jahren 1781 und 1782 wurde das Bergwerk durch den Herrn von Reden befahren. Das Bergwerk baute zu dieser Zeit in einem flach fallenden, zwischen 36 und 40 Zoll mächtigen Flöz. Von Reden lobte in seinem Protokoll die gute Qualität der Kohlen, die auf dem Bergwerk abgebaut wurde. Die abgebauten Kohlen hatten einen hohen Anteil an Stückkohle und wurden in hohem Maße nach Holland verkauft. Im Jahr 1783 wurde in einem Haspelschacht mittels Rundbaum gefördert, im selben Jahr wurde das Grubenfeld vermessen. Im Jahr 1784 wurde das Bergwerk durch den Altendorfer Erbstollen gelöst. Im selben Jahr war das Bergwerk in Betrieb. Am 15. Juli desselben Jahres wurde das Bergwerk durch den Leiter des märkischen Bergreviers, den Freiherrn vom Stein, befahren. Die Zeche Altendorfer Bank war eines von 63 Bergwerken, welche vom Stein auf seiner Reise durch das märkische Bergrevier befuhr. Zu diesem Zeitpunkt waren zwei Schächte offen. Ein Schacht diente der Förderung und der andere Schacht zur Bewetterung. Vom Stein machte in seinem Protokoll Angaben über den weiteren Zustand des Bergwerks. Insbesondere regte vom Stein an, einen weiteren Schacht abzuteufen. Der Schacht war seiner Auffassung nach erforderlich, um die Auffahrung der Grundstrecke zügiger voranzutreiben.

### Der weitere Betrieb
Am 15. April 1788 wurde ein Längenfeld verliehen. Im Jahr 1789 war das Bergwerk nachweislich in Betrieb. Im Jahr 1796 wurde am Schacht 8 abgebaut. Im Jahr 1800 war der Vereinigungsschacht in Betrieb, im August desselben Jahres wurde der Abbau eingestellt. Im Jahr 1808 wurde mit dem Abbau im Aprocher Feld an den Schächten 11 und 12 begonnen. Schacht 11 wurde auch Schacht Peter genannt. Schacht 12 wurde mit einem Göpel ausgestattet. In den Jahren 1810 und 1815 war der Göpelschacht in Betrieb. Im Jahr 1816 wurde ein 850 Lachter langer Schleppweg zum Kohlenmagazin „AmStaade“ in Betrieb genommen. Das Kohlenmagazin AmStaade befand sich an der Ruhr. Im Jahr 1820 waren der Schacht Abendstern und der Schacht 12 in Betrieb. Im Jahr 1825 war der Schacht Abendstern in Betrieb, ab März desselben Jahres wurde das Aprocher Feld zur Zeche Alte Aproche zugeschlagen. Im Jahr 1838 wurde die Zeche Altendorfer Bank durch den vier Lachter tieferen Himmelsfürster Erbstollen gelöst, diese Maßnahme brachte jedoch nur wenig Nutzen für das Bergwerk.